# Teugelenbeemd
De Teugelenbeemd is een natuurgebied in de Belgische provincie Limburg, meer bepaald in de gemeente Hoeselt. Het meer dan 3 hectare grote gebied is eigendom van Limburgs Landschap vzw en wordt ook door hen beheerd. Het gebied is vooral herkenbaar door een midden in lemige bossen liggende zandige bult; het Teugelerkopke. Deze heuvel heeft een hoogte van 105 tot 80 meter.
De Teugelenbeemd wordt naast het feit dat het een foerageergebied van de das is ook gekenmerkt door het voorkomen van de reuzenpaardenstaart. Deze plant komt vooral voor op bodems met kalkrijke kwel. Deze ondergrond kan dan ook gevonden worden in de Teugelenbeemd. De Winterbeek of Vloedgracht wordt door dit kalkrijk kwelwater gevoed.